# Anna-Lisa Annell
Anna-Lisa Annell, egentligen Anna Elisabeth Annell-Bergstad, född Annell 17 februari 1906 i Husby-Oppunda församling, död 25 mars 1981 i Uppsala domkyrkoförsamling, var en svensk barn- och ungdomspsykiater.
Annell blev medicine licentiat vid Karolinska institutet i Stockholm 1933, medicine doktor vid Uppsala universitet 1953 och var docent i barnpsykiatri 1953–1963. Hon tjänstgjorde vid sinnessjukhusen i Västervik och Uppsala 1934–1940, var inspektör för sinnesslövården (och sekreterare för sinnessjuknämnden) 1940–1947 samt för psykisk barn- och ungdomsvård 1945–1947, biträdande överläkare vid Akademiska sjukhuset i Uppsala 1947–1956, överläkare vid barnpsykiatriska kliniken där 1957–1962 samt professor i barnpsykiatri vid Uppsala universitet 1963–1972 och överläkare vid barn- och ungdomspsykiatriska kliniken på Akademiska sjukhuset 1963–1972. Hon var sakkunnig i sinnesslövårdsfrågor 1941–1949 och författade skrifter i bland annat barnpsykiatri.
Annell var från 1933 gift med provinsialläkaren Evert Bergstad, som avled 1954. Hon är begravd på Uppsala gamla kyrkogård.